# Syrenslide
Syrenslide, Aconogonon polystachyum, är en slideväxtart som först beskrevs av den danskindiske botanikern Nathaniel Wallich och Meissn., och fick sitt nu gällande namn av K.Haraldson. Syrenslide ingår i släktet sliden, Aconogonon, och familjen slideväxter, Polygonaceae. Utöver nominatformen finns också underarten A. p. longifolia.
Från den 22 augusti 2022 klassas syrenslide av EU som en invasiv art, som kan tränga undan inhemska arter.